# Soturac
Soturac est une commune française, située dans le sud-ouest du département du Lot en région Occitanie.
Elle est également dans la Bouriane, une région naturelle sablonneuse et collinaire couverte de forêt avec comme essence principale des châtaigniers.
Exposée à un climat océanique altéré, elle est drainée par le Lot, la Thèze, le ruisseau la petite thèze et par divers autres petits cours d'eau. La commune possède un patrimoine naturel remarquable composé de trois zones naturelles d'intérêt écologique, faunistique et floristique.
Soturac est une commune rurale qui compte 638 habitants en 2022.  Ses habitants sont appelés les Soturacois ou  Soturacoises.

## Géographie

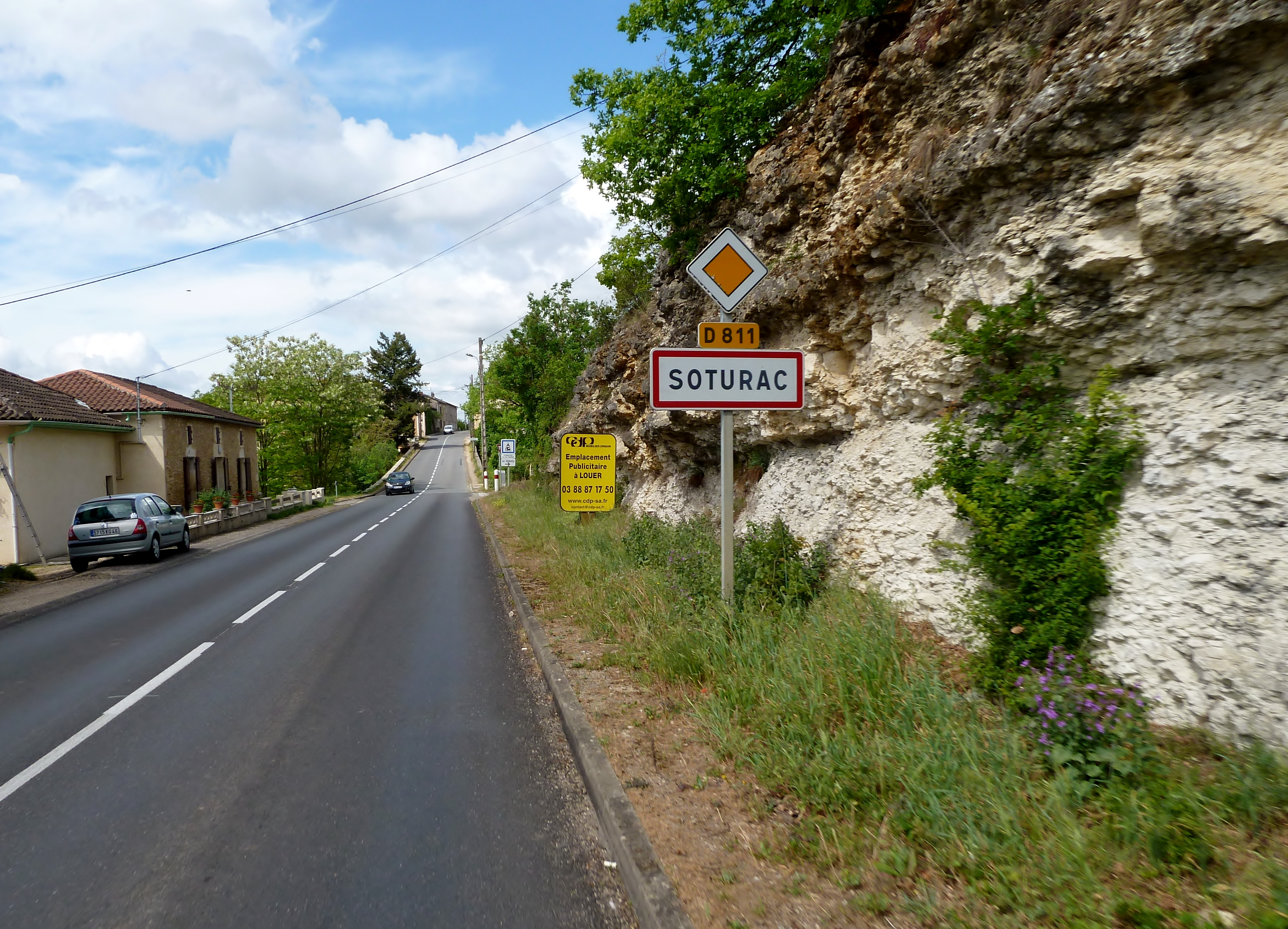
Entrée dans Soturac.

Soturac est une commune du Quercy aux confins de la Bouriane limitrophe avec le département de Lot-et-Garonne entre Fumel et Touzac.

### Communes limitrophes
Soturac est limitrophe de sept autres communes donc trois en Lot-et-Garonne.
Les communes limitrophes sont  Duravel, Fumel, Mauroux, Montayral, Saint-Front-sur-Lémance, Saint-Martin-le-Redon et Touzac.
| Saint-Front-sur-Lémance (Lot-et-Garonne) | Saint-Martin-le-Redon | Duravel |
| Fumel (Lot-et-Garonne)                   | Soturac               |         |
| Montayral (Lot-et-Garonne)               | Mauroux               | Touzac  |

### Hydrographie
La commune est arrosée par la Thèze en limite nord et le Lot en limite sud.

### Géologie et relief
La superficie de la commune est de 1 955 hectares ; son altitude varie de 65  à   234 mètres.

### Voies de communication et transports
Accès avec la RD 811 (ex RN 111) et les routes départementales D 673.
Voir aussi : l'ancienne ligne de Monsempron-Libos à Cahors.

### Climat
Pour des articles plus généraux, voir Climat de l'Occitanie et Climat du Lot.
En 2010, le climat de la commune est de type climat du Bassin du Sud-Ouest, selon une étude s'appuyant sur une série de données couvrant la période 1971-2000. En 2020, Météo-France publie une typologie des climats de la France métropolitaine dans laquelle la commune est exposée à un climat océanique altéré et est dans la région climatique Aquitaine, Gascogne, caractérisée par une pluviométrie abondante au printemps, modérée en automne, un faible ensoleillement au printemps, un été chaud (19,5 °C), des vents faibles, des brouillards fréquents en automne et en hiver et des orages fréquents en été (15 à 20 jours).
Pour la période 1971-2000, la température annuelle moyenne est de 12,8 °C, avec une amplitude thermique annuelle de 15 °C. Le cumul annuel moyen de précipitations est de 847 mm, avec 11,5 jours de précipitations en janvier et 6,8 jours en juillet. Pour la période 1991-2020, la température moyenne annuelle observée sur la station météorologique la plus proche, située sur la commune d'Anglars-Juillac à 14 km à vol d'oiseau, est de 13,5 °C et le cumul annuel moyen de précipitations est de 822,6 mm,. Pour l'avenir, les paramètres climatiques de la commune estimés pour 2050 selon différents scénarios d’émission de gaz à effet de serre sont consultables sur un site dédié publié par Météo-France en novembre 2022.

### Milieux naturels et biodiversité
L’inventaire des zones naturelles d'intérêt écologique, faunistique et floristique (ZNIEFF) a pour objectif de réaliser une couverture des zones les plus intéressantes sur le plan écologique, essentiellement dans la perspective d’améliorer la connaissance du patrimoine naturel national et de fournir aux différents décideurs un outil d’aide à la prise en compte de l’environnement dans l’aménagement du territoire.
Deux ZNIEFF de type 1 sont recensées sur la commune :
le « cours inférieur du Lot » (1 209 ha), couvrant 25 communes dont 23 dans le Lot et deux en Lot-et-Garonne et 
les « pelouses calcicoles des coteaux de la Thèze » (102 ha), couvrant 2 communes dont une dans le Lot et une en Lot-et-Garonne
et une ZNIEFF de type 2, : 
la « vallée et coteaux de la Thèze » (1 007 ha), couvrant 2 communes dont une dans le Lot et une en Lot-et-Garonne.

Cartes des ZNIEFF de type 1 et 2 à Soturac.
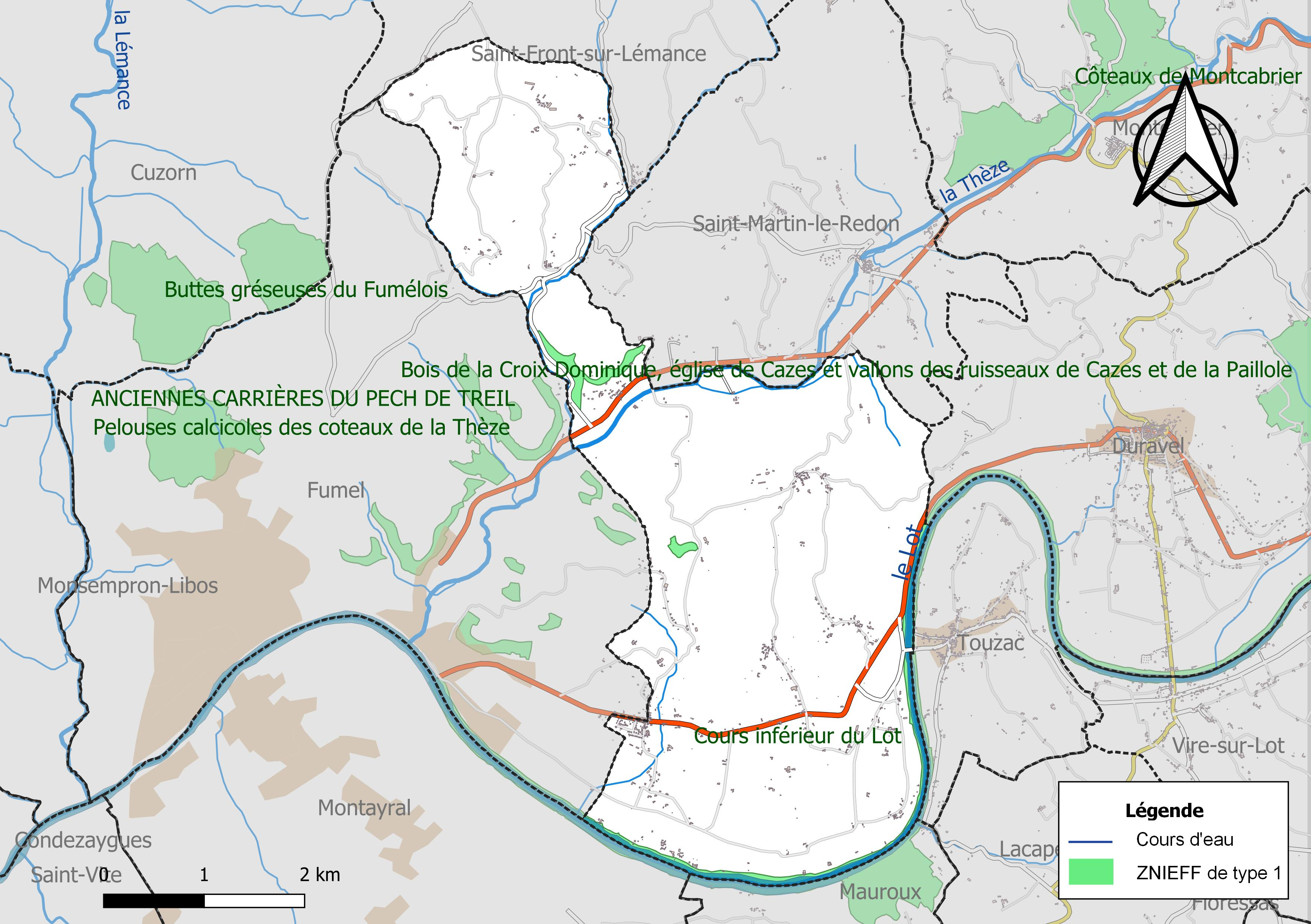
Carte des ZNIEFF de type 1 sur la commune.
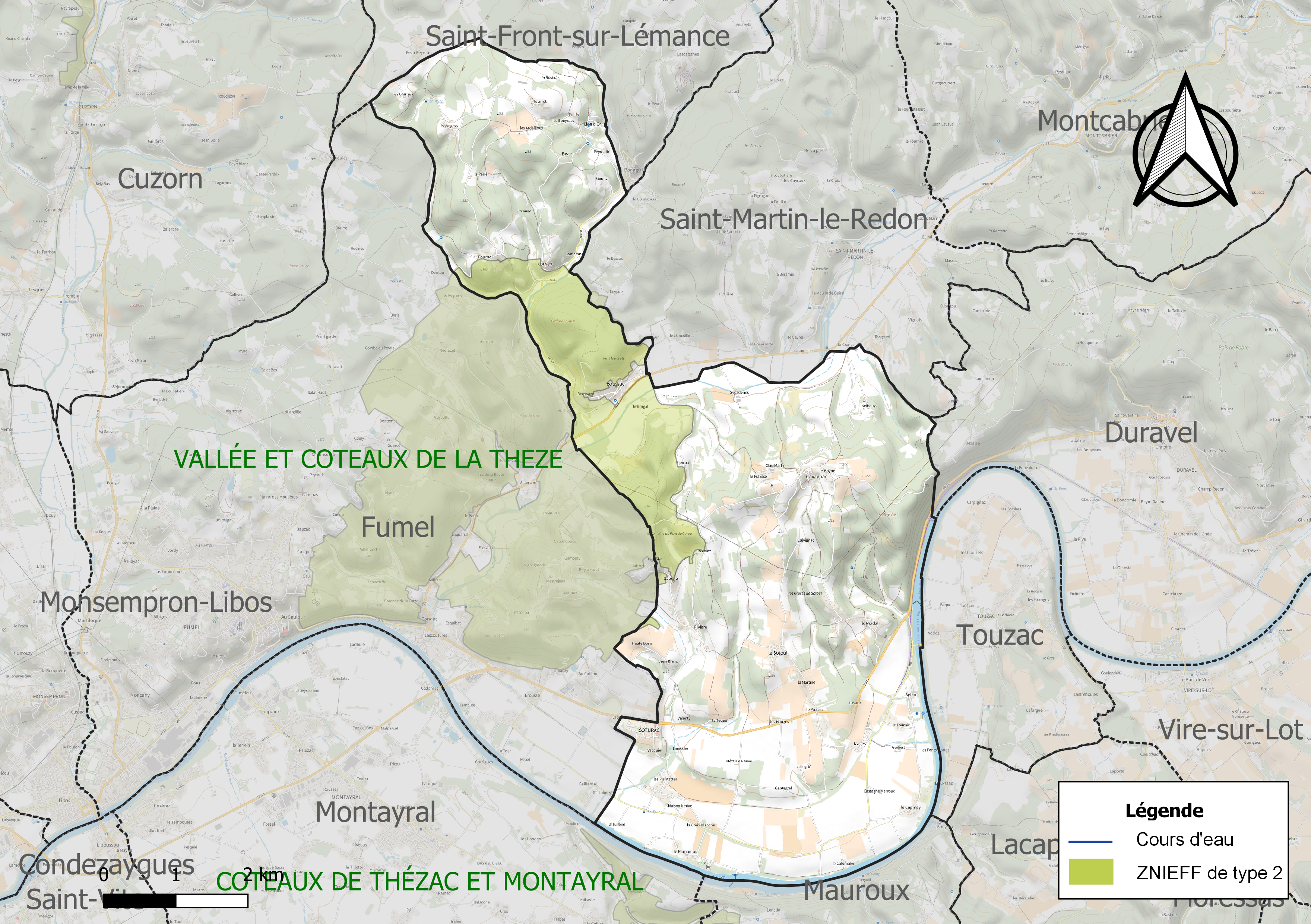
Carte de la ZNIEFF de type 2 sur la commune.

## Urbanisme

### Typologie
Au 1er janvier 2024, Soturac est catégorisée commune rurale à habitat très dispersé, selon la nouvelle grille communale de densité à sept niveaux définie par l'Insee en 2022.
Elle est située hors unité urbaine et hors attraction des villes,.

### Occupation des sols
L'occupation des sols de la commune, telle qu'elle ressort de la base de données européenne d’occupation biophysique des sols Corine Land Cover (CLC), est marquée par l'importance des territoires agricoles (64,2 % en 2018), une proportion identique à celle de 1990 (64,2 %). La répartition détaillée en 2018 est la suivante : 
zones agricoles hétérogènes (36,4 %), forêts (32,6 %), terres arables (17,6 %), prairies (7,5 %), cultures permanentes (2,8 %), eaux continentales (2,1 %), milieux à végétation arbustive et/ou herbacée (0,6 %), zones urbanisées (0,5 %). L'évolution de l’occupation des sols de la commune et de ses infrastructures peut être observée sur les différentes représentations cartographiques du territoire : la carte de Cassini (XVIIIe siècle), la carte d'état-major (1820-1866) et les cartes ou photos aériennes de l'IGN pour la période actuelle (1950 à aujourd'hui).

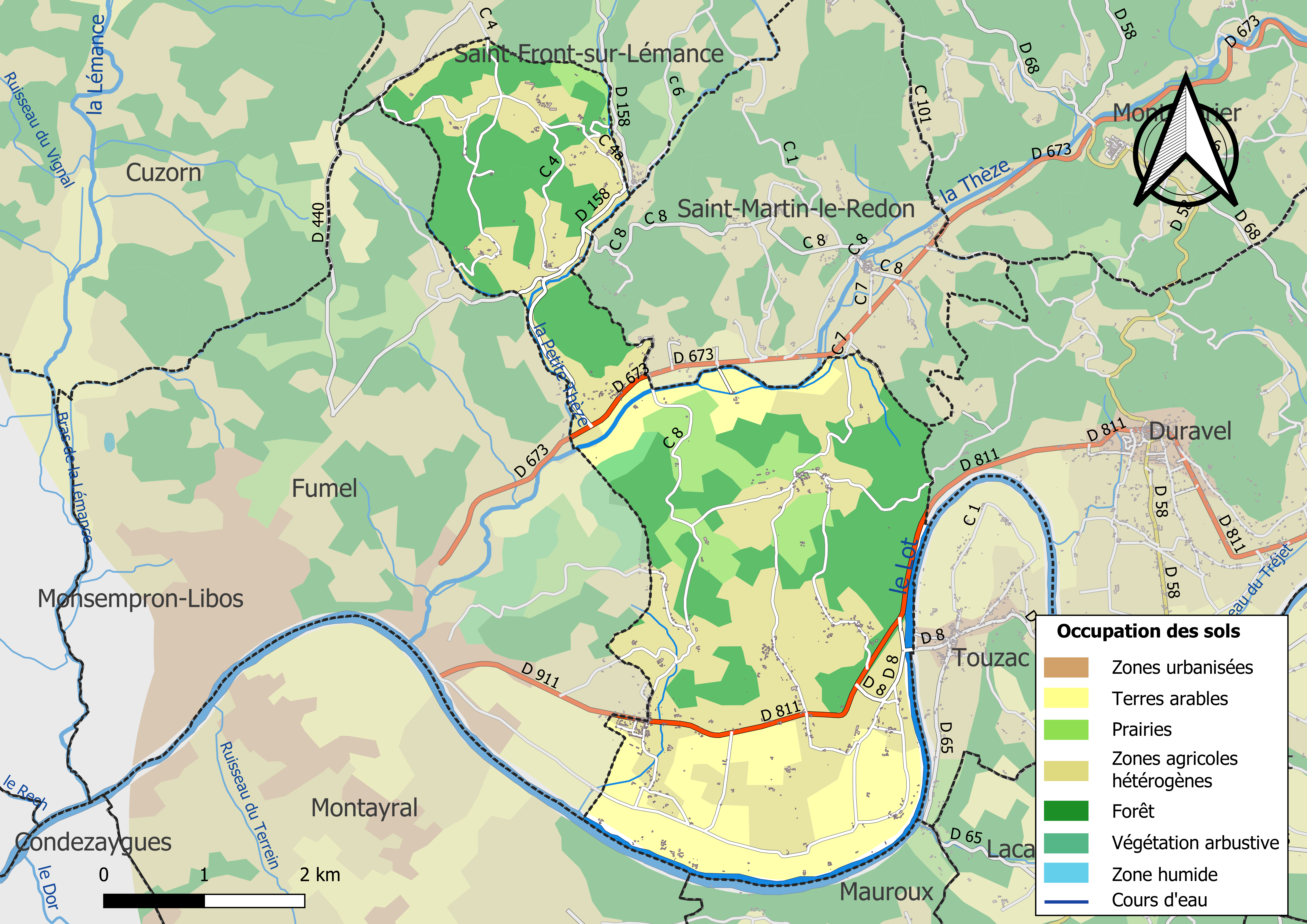
Carte des infrastructures et de l'occupation des sols de la commune en 2018 (CLC).

### Risques majeurs
Le territoire de la commune de Soturac est vulnérable à différents aléas naturels : météorologiques (tempête, orage, neige, grand froid, canicule ou sécheresse), inondations, feux de forêts, mouvements de terrains et séisme (sismicité très faible). Il est également exposé à deux risques technologiques,  le transport de matières dangereuses et la rupture d'un barrage. Un site publié par le BRGM permet d'évaluer simplement et rapidement les risques d'un bien localisé soit par son adresse soit par le numéro de sa parcelle.

#### Risques naturels
Certaines parties du territoire communal sont susceptibles d’être affectées par le risque d’inondation par débordement de cours d'eau, notamment le Lot et la Thèze. La cartographie des zones inondables en ex-Midi-Pyrénées réalisée dans le cadre du XIe Contrat de plan État-région, visant à informer les citoyens et les décideurs sur le risque d’inondation, est accessible sur le site de la DREAL Occitanie. La commune a été reconnue en état de catastrophe naturelle au titre des dommages causés par les inondations et coulées de boue survenues en 1982, 1992, 1993, 1999, 2003 et 2021,.
Soturac est exposée au risque de feu de forêt. Un plan départemental de protection des forêts contre les incendies a été approuvé par arrêté préfectoral le 30 novembre 2015 pour la période 2015-2025. Les propriétaires doivent ainsi couper les broussailles, les arbustes et les branches basses sur une profondeur de 50 mètres, aux abords des constructions, chantiers, travaux et installations de toute nature, situées à moins de 200 mètres de terrains en nature
de bois, forêts, plantations, reboisements, landes ou friches. Le brûlage des déchets issus de l’entretien des parcs et jardins des ménages et des collectivités est interdit. L’écobuage est également interdit, ainsi que les feux de type méchouis et barbecues, à l’exception de ceux prévus dans des installations fixes (non situées sous couvert d'arbres) constituant une dépendance d'habitation.

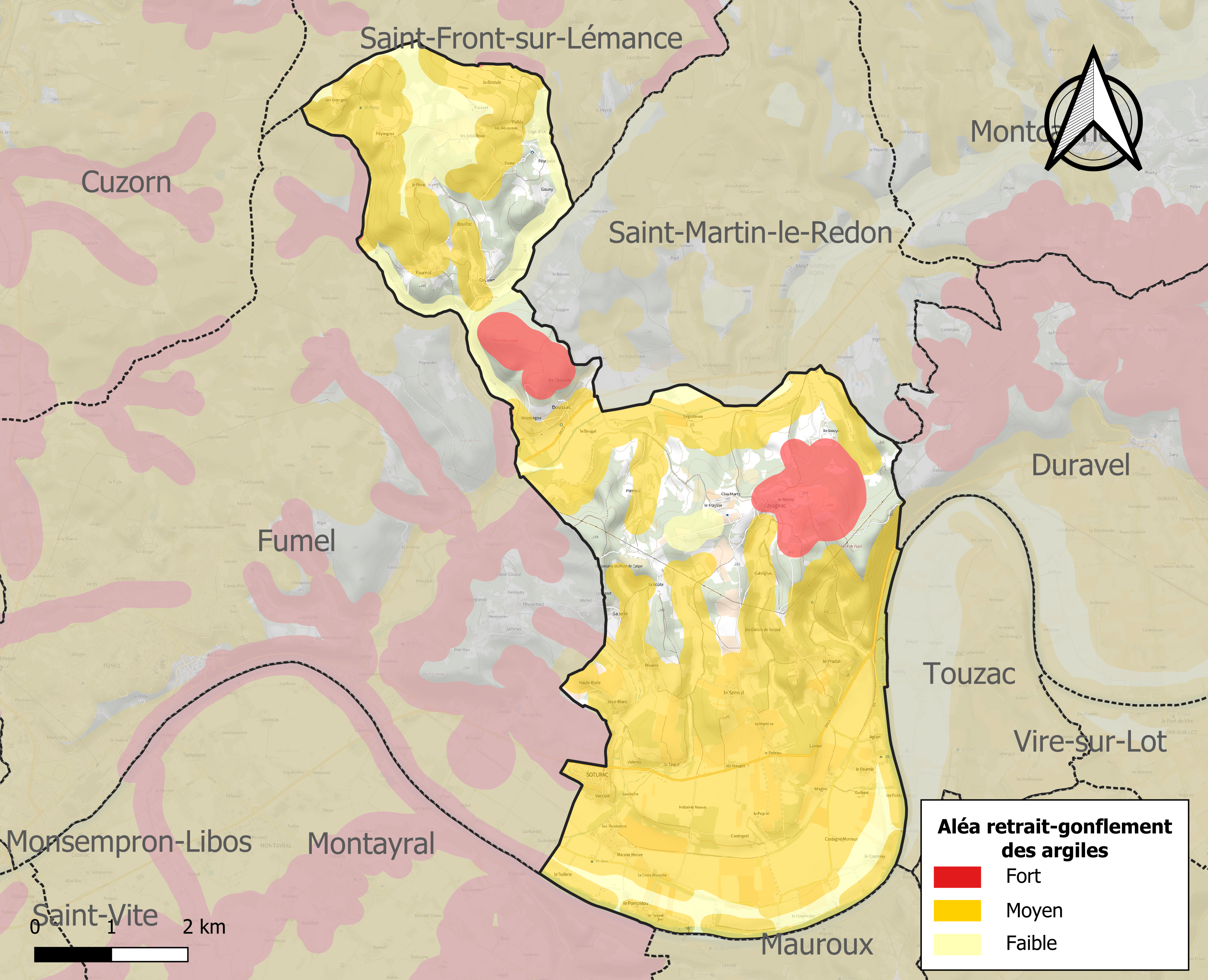
Carte des zones d'aléa retrait-gonflement des sols argileux de Soturac.

Les mouvements de terrains susceptibles de se produire sur la commune sont des affaissements et effondrements liés aux cavités souterraines (hors mines), des éboulements, chutes de pierres et de blocs, des glissements de terrain et des tassements différentiels. Par ailleurs, afin de mieux appréhender le risque d’affaissement de terrain, l'inventaire national des cavités souterraines permet de localiser celles situées sur la commune.
Le retrait-gonflement des sols argileux est susceptible d'engendrer des dommages importants aux bâtiments en cas d’alternance de périodes de sécheresse et de pluie. 71,5 % de la superficie communale est en aléa moyen ou fort (67,7 % au niveau départemental et 48,5 % au niveau national). Sur les 408 bâtiments dénombrés sur la commune en 2019, 333 sont en aléa moyen ou fort, soit 82 %, à comparer aux 72 % au niveau départemental et 54 % au niveau national. Une cartographie de l'exposition du territoire national au retrait gonflement des sols argileux est disponible sur le site du BRGM,.
Par ailleurs, afin de mieux appréhender le risque d’affaissement de terrain, l'inventaire national des cavités souterraines permet de localiser celles situées sur la commune.
Concernant les mouvements de terrains, la commune a été reconnue en état de catastrophe naturelle au titre des dommages causés par la sécheresse en 1989, 1992, 2003, 2005 et 2011 et par des mouvements de terrain en 1999.

#### Risques technologiques
Le risque de transport de matières dangereuses sur la commune est lié à sa traversée par une route à fort trafic. Un accident se produisant sur une telle infrastructure est susceptible d’avoir des effets graves sur les biens, les personnes ou l'environnement, selon la nature du matériau transporté. Des dispositions d’urbanisme peuvent être préconisées en conséquence.
La commune est en outre située en aval des barrages de Grandval et de Sarrans, des ouvrages de classe A disposant d'une retenue de respectivement 270,6 millions et 296 millions de mètres cubes,. À ce titre elle est susceptible d’être touchée par l’onde de submersion consécutive à la rupture d'un de ces ouvrages.

## Toponymie
Le toponyme Soturac  d'origine gallo-romaine, est basé sur un anthroponyme Saturus. La terminaison -ac est issue du suffixe gaulois -acon (lui-même du celtique commun *-āko-), souvent latinisé en -acum dans les textes. C'est le domaine de Saturus.

## Politique et administration

### Administration municipale
Le nombre d'habitants au recensement de 2011 étant compris entre 500 et 1 499 habitants, le nombre de membres du conseil municipal pour l'élection de 2014 est de quinze,.

### Rattachements administratifs et électoraux
Commune faisant partie de l'arrondissement de Cahors de la communauté de communes de la Vallée du Lot et du Vignoble et du canton de Puy-l'Évêque.

### Liste des maires
| Période                                  | Période  | Identité        | Étiquette | Qualité |
| ---------------------------------------- | -------- | --------------- | --------- | ------- |
| juin 1995                                | mai 2020 | Jacques Laymond |           |         |
| mai 2020                                 | En cours | Jerôme Belmonte |           |         |
| Les données manquantes sont à compléter. |          |                 |           |         |

## Population et société

### Démographie
L'évolution du nombre d'habitants est connue à travers les recensements de la population effectués dans la commune depuis 1793. Pour les communes de moins de 10 000 habitants, une enquête de recensement portant sur toute la population est réalisée tous les cinq ans, les populations de référence des années intermédiaires étant quant à elles estimées par interpolation ou extrapolation. Pour la commune, le premier recensement exhaustif entrant dans le cadre du nouveau dispositif a été réalisé en 2008.

En 2022, la commune comptait 638 habitants, en évolution de +0,63 % par rapport à 2016 (Lot : +1,31 %, France hors Mayotte : +2,11 %).
| 1793 | 1800 | 1806 | 1821  | 1831  | 1836  | 1841  | 1846  | 1851  |
| ---- | ---- | ---- | ----- | ----- | ----- | ----- | ----- | ----- |
| 802  | 983  | 973  | 1 012 | 1 110 | 1 232 | 1 201 | 1 183 | 1 131 |

| 1856  | 1861  | 1866  | 1872  | 1876  | 1881 | 1886 | 1891 | 1896 |
| ----- | ----- | ----- | ----- | ----- | ---- | ---- | ---- | ---- |
| 1 091 | 1 099 | 1 102 | 1 076 | 1 012 | 962  | 972  | 930  | 892  |

| 1901 | 1906 | 1911 | 1921 | 1926 | 1931 | 1936 | 1946 | 1954 |
| ---- | ---- | ---- | ---- | ---- | ---- | ---- | ---- | ---- |
| 882  | 818  | 763  | 680  | 703  | 664  | 631  | 596  | 594  |

| 1962 | 1968 | 1975 | 1982 | 1990 | 1999 | 2006 | 2008 | 2013 |
| ---- | ---- | ---- | ---- | ---- | ---- | ---- | ---- | ---- |
| 629  | 749  | 765  | 733  | 711  | 670  | 657  | 653  | 635  |

| 2018 | 2022 | - | - | - | - | - | - | - |
| ---- | ---- | - | - | - | - | - | - | - |
| 640  | 638  | - | - | - | - | - | - | - |

| selon la population municipale des années : | 1968 | 1975 | 1982 | 1990 | 1999 | 2006 | 2009 | 2013 |
| Rang de la commune dans le département      | 29   | 27   | 39   | 34   | 42   | 49   | 54   | 58   |
| Nombre de communes du département           | 340  | 340  | 340  | 340  | 340  | 340  | 340  | 340  |

### Enseignement
Soturac fait partie de l'académie de Toulouse.

### Culture et festivités
Fête votive,

### Activités sportives
Chasse, pétanque, randonnée pédestre,

### Écologie et recyclage
La collecte et le traitement des déchets des ménages et des déchets assimilés ainsi que la protection et la mise en valeur de l'environnement se font dans le cadre du SYDED.

## Économie

### Revenus
En 2018, la commune compte 280 ménages fiscaux, regroupant 603 personnes. La médiane du revenu disponible par unité de consommation est de 20 120 € (20 740 € dans le département).

### Emploi
|                | 2008  | 2013   | 2018   |
| -------------- | ----- | ------ | ------ |
| Commune        | 6,7 % | 13,1 % | 12,6 % |
| Département    | 7,3 % | 8,9 %  | 9,6 %  |
| France entière | 8,3 % | 10 %   | 10 %   |

En 2018, la population âgée de 15 à 64 ans s'élève à 366 personnes, parmi lesquelles on compte 69,7 % d'actifs (57,1 % ayant un emploi et 12,6 % de chômeurs) et 30,3 % d'inactifs,. En  2018, le taux de chômage communal (au sens du recensement) des 15-64 ans est supérieur à celui du département et de la France, alors qu'en 2008 la situation était inverse.
La commune est hors attraction des villes,. Elle compte 96 emplois en 2018, contre 98 en 2013 et 111 en 2008. Le nombre d'actifs ayant un emploi résidant dans la commune est de 215, soit un indicateur de concentration d'emploi de 44,7 % et un taux d'activité parmi les 15 ans ou plus de 47,5 %.
Sur ces 215 actifs de 15 ans ou plus ayant un emploi, 61 travaillent dans la commune, soit 28 % des habitants. Pour se rendre au travail, 88,8 % des habitants utilisent un véhicule personnel ou de fonction à quatre roues, 2,3 % s'y rendent en deux-roues, à vélo ou à pied et 8,8 % n'ont pas besoin de transport (travail au domicile).

### Activités hors agriculture

#### Secteurs d'activités
33 établissements sont implantés  à Soturac au 31 décembre 2019. Le tableau ci-dessous en détaille le nombre par secteur d'activité et compare les ratios avec ceux du département,.
| Secteur d'activité                                                                                        | Commune | Commune | Département |
| Secteur d'activité                                                                                        | Nombre  | %       | %           |
| --- | ------- | ------- | ----------- |
| Ensemble                                                                                                  | 33      | 100 %   | (100 %)     |
| Industrie manufacturière, industries extractives et autres                                                | 3       | 9,1 %   | (14 %)      |
| Construction                                                                                              | 8       | 24,2 %  | (13,9 %)    |
| Commerce de gros et de détail, transports, hébergement et restauration                                    | 6       | 18,2 %  | (29,9 %)    |
| Information et communication                                                                              | 1       | 3 %     | (1,8 %)     |
| Activités financières et d'assurance                                                                      | 1       | 3 %     | (2,8 %)     |
| Activités immobilières                                                                                    | 3       | 9,1 %   | (3,5 %)     |
| Activités spécialisées, scientifiques et techniques et activités de services administratifs et de soutien | 7       | 21,2 %  | (13,5 %)    |
| Administration publique, enseignement, santé humaine et action sociale                                    | 1       | 3 %     | (12 %)      |
| Autres activités de services                                                                              | 3       | 9,1 %   | (8,7 %)     |

Le secteur de la construction est prépondérant sur la commune puisqu'il représente 24,2 % du nombre total d'établissements de la commune (8 sur les 33 entreprises implantées  à Soturac), contre 13,9 % au niveau départemental.

#### Entreprises et commerces
Les deux entreprises ayant leur siège social sur le territoire communal qui génèrent le plus de chiffre d'affaires en 2020 sont : 
- Sagenum, commerce de gros (commerce interentreprises) de mobilier de bureau (45 k€)
- SAS Gayraud, activités des sociétés holding (43 k€)

### Agriculture
La commune est dans la vallée du Lot », une petite région agricole s'étendant d'est en ouest et de part et d'autre du cours du Lot, particulièrement réputée pour ses vignes, celles du vignoble de Cahors plus précisément. En 2020, l'orientation technico-économique de l'agriculture  sur la commune est la polyculture et/ou le polyélevage.
|               | 1988 | 2000 | 2010 | 2020  |
| ------------- | ---- | ---- | ---- | ----- |
| Exploitations | 54   | 44   | 26   | 21    |
| SAU (ha)      | 882  | 739  | 898  | 1 006 |

Le nombre d'exploitations agricoles en activité et ayant leur siège dans la commune est passé de 54 lors du recensement agricole de 1988  à 44 en 2000 puis à 26 en 2010 et enfin à 21 en 2020, soit une baisse de 61 % en 32 ans. Le même mouvement est observé à l'échelle du département qui a perdu pendant cette période 60 % de ses exploitations,. La surface agricole utilisée sur la commune est restée relativement stable, passant de 882 ha en 1988 à 1006 ha en 2020. Parallèlement la surface agricole utilisée moyenne par exploitation a augmenté, passant de 16 à 48 ha.

## Culture locale et patrimoine

### Patrimoine civil
- Site gravettien abri sous roche, au lieu-dit Fournol dans le Lot. 3e campagne de fouilles en 2017 sous l'égide de la DRAC d'Occitanie. Remontant d'après les premières investigations  au IVe siècle. Il est composé d'énormes blocs de pierre et d'un mur en pierre sèche d'une largeur de 2,50 mètres entourant une source antique. Il y avait en ce lieu une ferme romaine complètement arasée dont un fragment d'antéfixe fut retrouvé, représentant un visage. Des pièces de monnaie furent également trouvées, toutes datées entre 330 et 340[45]
- Maison forte de Ségadènes.

### Patrimoine religieux
- Église Notre-Dame-de-la-Nativité de Couvert. L'édifice est référencé dans la base Mérimée et à l'Inventaire général de la région Occitanie[46]. Procession à Notre-Dame-des-Champs le 15 août (Fête de l'Assomption).
- Église Saint-Pierre de Soturac. L'édifice est référencé dans la base Mérimée et à l'Inventaire général de la région Occitanie[47].
- Église Saint-Pierre-ès-Liens de Cavagnac. L'édifice est référencé dans la base Mérimée et à l'Inventaire général de la région Occitanie[48].
- Église Saint-Vincent d'Aglan.

### Personnalités liées à la commune
- Louis Astier de Villatte, né à Soturac le 25 janvier 1897 (officier de l’Armée de l’air qui, le 19 août 1936, peu après minuit, à Brienne-le-Château dans l’Aube, trouva la mort à bord de son bombardier Bloch 200, après avoir réussi à organiser le sauvetage des quatre sous-officiers composant son équipage).
- Jean Astier de Villatte (1900-1985), frère cadet du précédent, né à Soturac le 25 novembre 1900, officier des forces aériennes françaises libres, Compagnon de la Libération[49].
- Jean-Louis Nembrini, inspecteur général de l’Éducation nationale, directeur général de l'enseignement scolaire puis recteur de l'académie de Bordeaux, a vécu à Soturac[50].
- Émile Ratier